# Sporvejsfunktionærernes Musikforening i 1926
|  | Denne artikel er oprettet af botten Steenthbot ud fra en ekstern database. Den kan derfor have sproglige fejl eller mangler. Denne skabelon kan fjernes efter kontrol af indholdet. |

Sporvejsfunktionærernes Musikforening i 1926 er en dansk dokumentarisk optagelse fra 1927.

## Handling
Sporvejsfunktionærernes Musikforening: Orkesterprøve i formiddagstimerne i en københavnsk baggård. Flere musikere kommer for sent og bliver skældt ud af dirigent Lottenburger, der dirigerer så taktstokken knækker. Udflugt til Kullen (Mølle) 13. juni 1926. Skovturen 7. juli 1926 - til Lottenborg, Bagsværd Pavillon og Hareskov Pavillon. Udflugt til Helsingør 25. juli 1926 - festpladsen Grønnehaven og derfra med toget til Hellebæk. Sommeren sidste udflugt går til Boserup Sanatorium, hvor orkesteret spiller for patienterne og overlæge Julius Strandgaard. Der er stop på Roskilde Kro både ud og hjem. Efterårskoncert og faneindvielsen 2. oktober 1926 i Tivolis Koncertsal. Julefest i Idrætshuset 2. januar 1927 - ca. 900 børn deltog. Karneval i Idrætshuset 19. februar 1927.